# Descendimiento de Erill la Vall

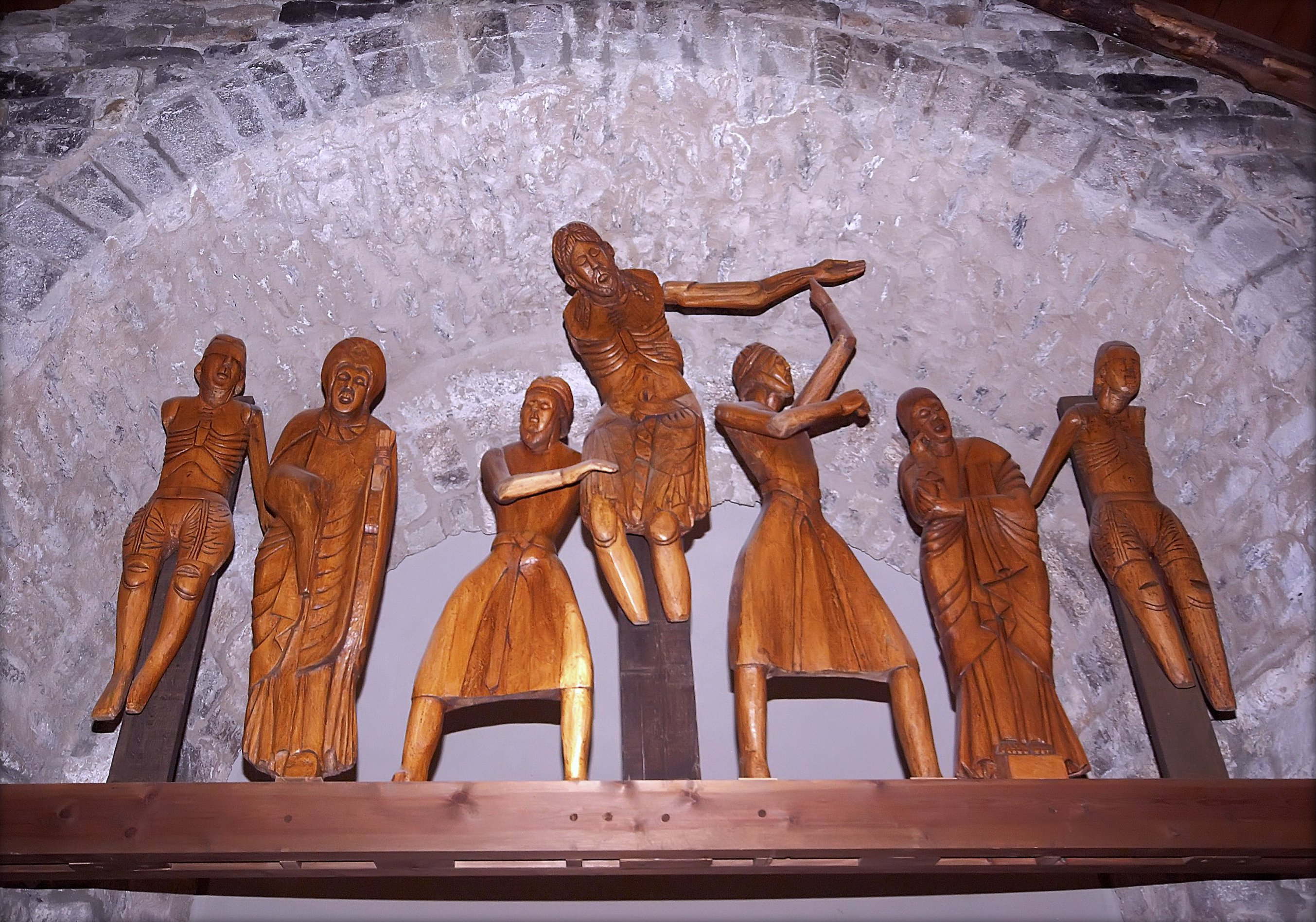
Imagen de la reproducción del conjunto en la iglesia de Santa Eulalia

El Descendimiento de Erill la Vall es un conjunto escultórico de la Iglesia de Santa Eulalia de Erill-la-Vall . La particularidad de este conjunto es estar integrado por siete personajes. Se conservan dos tallas en el MNAC y las restantes en el Museo Episcopal de Vich. Algunas de las tallas muestran restos de la policromía original, y destaca el trabajo detallado de las vestimentas de las figuras. Los diferentes estudios sobre el conjunto lo datan a finales del siglo XII o principios del XIII. Actualmente se puede contemplar una reproducción de las siete figuras a la ubicación que parece que era el original, encima de una viga en la boca del ábside. La iglesia de Santa Eulalia fue declarada monumento histórico-artístico en 1962 y reconocida como Bien de Interés Cultural en 1982.

## Historia

### Descendimientos
Los grupos de «descendimientos» a menudo eran realizados para ocupar el ábside de las iglesias, en una distribución horizontal. Según la región a la imagen de Cristo se la presenta en diferentes momentos del descendimiento de la cruz, en algunos aún está clavado en ella, en otros solo la mano derecha o desclavado de ambas y con el cuerpo separado de la cruz. Los descendimientos catalanes se caracterizan por tener en cada extremo de la obra un ladrón, también colgado en una cruz. Estas esculturas pertenecen a un momento de gran florecimiento de la imaginería que se dio en Cataluña durante el siglo XII y son uno de los conjuntos escultóricos románicos más singulares y sobresalientes. Más de la mitad de estas obras se ejecutaron en las zonas pirenaicas repartidas entre los condados de Pallars, Ribagorza y de Urgel y muchas de ellas se deben al patronazgo y supervisión de la baronía de Erill en los tiempos de san Ramón, obispo de Roda (1104-1126).
La iglesia de Santa Eulalia de Erill la Vall contó en su origen con un grupo de tallas policromadas románicas que representaban el tema del Descendimiento. Fueron descubiertas y dadas a conocer en 1907. Las siete figuras representan a Cristo, José de Arimatea, Nicodemo, los dos ladrones Dimas y Gestas y la Virgen María con Juan el Bautista. Están realizadas en madera de álamo, y sus vestimentas corresponden a lo tradicional en estos personajes. En el interior del templo se encuentra una reproducción del grupo escultórico mientras que las imágenes originales se encuentran en el Museo Episcopal de Vich (Jesús, José de Arimatea, Nicodemo, Dimas y Gestas) y en el Museo Nacional de Arte de Cataluña (Juan el Bautista y la Virgen María).

Estatua original de la Virgen en el Museo Nacional de Arte de Cataluña
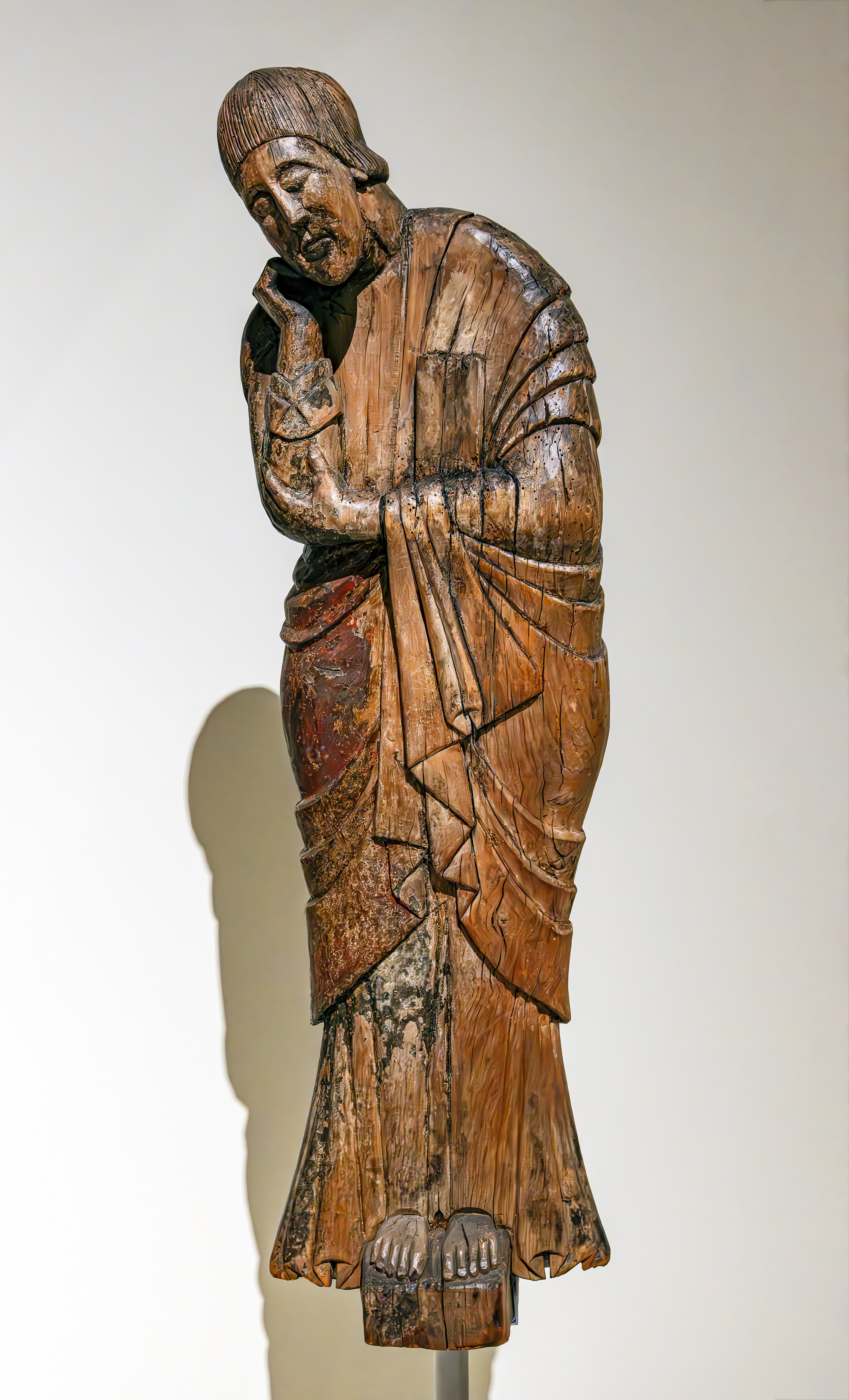
Estatua original de san Juan Bautista en el Museo Nacional de Arte de Cataluña

### Catalogación
El descendimiento fue catalogado por primera vez el 5 de septiembre de 1907, cuando se realizó la «misión arqueológica-jurídica de la franja de Aragón», organizada por el Instituto de Estudios Catalanes con la misión de proteger el patrimonio artístico catalán, pasó por Erill la Vall. El equipo estaba formado por Josep Puig i Cadafalch, Guillem Maria de Brocà, José Gudiol, Josep Goday y Adolf Mas Ginestà.